# نيل غورساتش
نيل غورساتش (بالإنجليزية: Neil McGill Gorsuch )‏ (و. 1967 – م) هو محامي، وقاضي في المحكمة العليا الأمريكية. ولد في دنفر، كولورادو.

## التعليم
تعلم في كلية أكسفورد الجامعية، وتحصل منها على دكتوراه في الفلسفة (–2004)، وكلية هارفارد للحقوق، وتحصل منها على دكتوراه في القانون (–1991)، وجامعة كولومبيا، وتحصل منها على بكالوريوس الآداب (–1988)، وGeorgetown Preparatory School ‏ (–1985).

## أعمال بارزة
من أهم أعماله:
- The Future of Assisted Suicide and Euthanasia.

## مناصب وهيئات
عمل ككاتب قانوني في المحكمة العليا للولايات المتحدة بين 1993 و 1994 لدى القاضي أنطوني كينيدي. تم ترشيح غورساتش وتعيينه كقاض في المحكمة عام 2017 ليعمل إلى جانب مديره السابق (استقال كينيدي بعد تعيين غورساتش بسنة وثلاثة أشهر).

## جوائز
حصل على جوائز منها:
- منحة مارشال
- Harry S. Truman Scholarship [الإنجليزية]‏.

## وصلات خارجية
- نيل غورساتش على موقع IMDb (الإنجليزية)
- نيل غورساتش على موقع الموسوعة البريطانية (الإنجليزية)
- نيل غورساتش على موقع مونزينجر (الألمانية)
- نيل غورساتش على موقع إن إن دي بي (الإنجليزية)
- نيل غورساتش على موقع قاعدة بيانات الفيلم (الإنجليزية)